# Bactericera parastriola
Bactericera parastriola är en insektsart som beskrevs av Conci, Ossiannilsson och Tamanini 1988. Bactericera parastriola ingår i släktet Bactericera och familjen spetsbladloppor. Arten är reproducerande i Sverige. Inga underarter finns listade i Catalogue of Life.